# Magno di Oderzo
Magno di Oderzo (Altinum, 580 – 670) è stato un vescovo italiano, venerato come santo dalla chiesa cattolica.

## Biografia
Si hanno poche notizie su di lui: nacque, secondo la tradizione, ad Altino da famiglia nobile. Nel 630 succedette a san Tiziano alla guida della diocesi di Oderzo, dove aveva dimorato in precedenza da sacerdote, dopo un primo periodo da eremita, in piena lotta contro l'eresia ariana. La città, ancora sotto il dominio dei Bizantini, fu distrutta da Rotari nel 638 e la popolazione, guidata dal vescovo, si rifugiò nelle isole della laguna veneta fondando l'antica Eraclea. Lo stesso in seguito ebbe l'autorizzazione dal papa Severino a trasferirvi la cattedra.
Morì forse novantenne nel 670 dopo aver assistito ad una seconda ondata di arrivi di profughi opitergini in seguito alla completa distruzione della città, ad opera di Grimoaldo. Le sue spoglie furono trasferite dal doge Pietro Ziani a Venezia nel 1206 nella chiesa di San Geremia, per poi tornare ad Eraclea, nel frattempo ricostruita, il 22 aprile 1956.
È patrono secondario del patriarcato di Venezia. La sua memoria, obbligatoria per il patriarcato di Venezia, ricorre il 5 ottobre.
È compatrono della città di Venezia in quanto ivi leggendario fondatore, a seguito di una lunga visione, di otto chiese a difesa del nuovo insediamento: San Pietro, l'arcangelo Raffaele, la Madonna "valde formosa", San Giovanni Battista e del padre Zaccaria, Santa Giustina, i dodici apostoli, poste allora ai margini delle isole oltre a quella del Salvatore nel pieno centro della città.
Il suo corpo giace nella Chiesa di Santa Maria Concetta di Eraclea, nella cappella a sinistra del presbiterio, dove è tuttora venerato.

## Le chiese veneziane di san Magno
Secondo la tradizione, Magno a Venezia avrebbe contribuito alla fondazione di otto chiese, tra cui:
- Chiesa di San Giovanni in Bragora
- Chiesa di Santa Maria Formosa
- Chiesa dell'Angelo Raffaele
- Chiesa di San Salvador